# Marokkaans grondwetsreferendum 2011

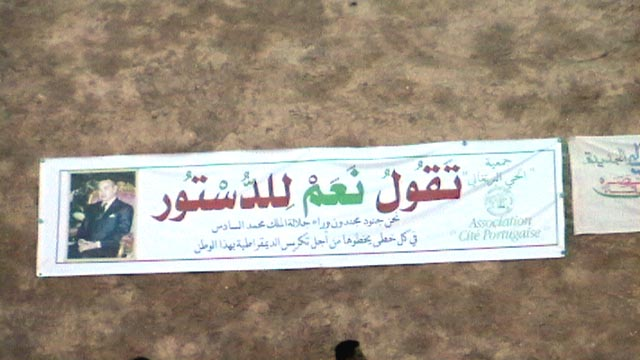
Stemposter van het referendum

Het Marokkaans grondwetsreferendum betreft een op 1 juli 2011 gehouden volksraadpleging over de macht van de koning zoals vastgelegd in de grondwet van Marokko, een constitutionele monarchie.

## Achtergrond
Eind 2010 en begin 2011 braken er overal in de Arabische wereld volksopstanden uit die gericht waren op de macht van de zittende staatshoofden en regeringsleiders. Deze zogeheten Arabische Lente ging ook aan Marokko niet voorbij. In februari 2011 werd ook hier gedemonstreerd tegen corruptie en willekeur bij de zittende macht en voor hervormingen in het bestuur van het land. Anders dan in bijvoorbeeld Tunesië en Egypte braken er bij deze demonstraties echter geen grootschalige rellen uit. De in 1999 aangetreden koning Mohammed VI had al enige liberaliseringen doorgevoerd ten opzichte van het bewind van zijn vader Hassan II.

## Voorgestelde hervormingen
Op 9 maart 2011 hield Mohammed VI een zeldzame toespraak op de staatstelevisie en -radio. Hierin kondigde hij aan dat er naar hervormingen in de Marokkaanse grondwet zou worden gezocht die de macht van de vorst moeten inperken, zoals het instellen van een onafhankelijke rechterlijke macht, en dat die hervormingen in een referendum aan het volk zouden worden voorgelegd. Hij zei “onomkeerbare” hervormingen in het land te willen doorvoeren. De hervormingen zouden worden uitgewerkt door een commissie onder voorzitterschap van een grondwetexpert. Deze commissie ging te rade bij politieke partijen, jongerenorganisaties, intellectuelen enzovoorts. De koning sprak ook over ‘democratische principes’ die zullen worden toegepast in ‘regionale zaken’ middels regionale raden, te kiezen door directe verkiezingen.
Op 17 juni 2011 hield Mohammed VI zijn vervolgrede. Hij kondigde aan dat het referendum op 1 juli zal worden gehouden, “en ik zal ja stemmen”. Hij zei: “We zijn erin geslaagd om tot een nieuw democratisch grondwettelijk handvest te komen”, en sprak over een “op burgerschap gebaseerde monarchie”. In de Marokkaanse media werden de grote contouren van de inhoud van het referendum al geschetst. Onder meer de volgende punten staan in het voorstel:
- De premier wordt het hoofd van de regering[1][2]. Hij zal door de koning worden aangewezen, maar moet afkomstig zijn van de partij die bij de parlementsverkiezingen de meeste stemmen heeft gekregen.
- De premier kan ministers wegsturen, wat tot nu toe is voorbehouden aan de koning, en voorstellen het parlement te ontbinden (evenwel met toestemming van de vorst).
- De koning verliest de titel “Hoogste vertegenwoordiger van de staat”. Daarentegen zal hij de “Hoogste vertegenwoordiger van de macht” worden en opperbevelhebber van het leger blijven[2].
- De koning is niet langer "heilig", maar wel "onschendbaar", en blijft “aanvoerder van de gelovigen”[2].
- Het parlement krijgt meer bevoegdheden om moties van wantrouwen tegen ministers in te dienen en om zich met wetsvoorstellen te bemoeien.
- De rechterlijke macht zal worden bestuurd door een raad van rechters en het hoofd van de nationale mensenrechtenraad; de minister van Justitie zal er geen zitting in hebben.
- Het Centraal-Marokkaans Tamazight, een Berbertaal, zal een gelijkwaardige officiële positie naast het Arabisch krijgen.

### Ontvangst
Volgens Westerse diplomaten zijn de voorstellen een oprechte poging van Mohammed VI om plaats te maken voor een democratischer Marokko door zich terug te trekken uit het dagelijkse bestuur van het land. Er zijn echter ook sceptici, zoals de 20 februari-beweging (de beweging achter de demonstraties die op die dag begonnen), die wijst op voortdurende mensenrechtenschendingen onder de zittende koning en veel van de hervormingen als “cosmetisch” afdoet. De CDT, een van de grootste vakbonden van Marokko heeft zijn leden opgeroepen tot een boycot van het referendum. De voorzitter van de bond zei alleen akkoord te gaan met volledige transparantie en democratie.
Daarnaast vroegen  critici zich af hoe het kon dat slechts 13 van de 20 miljoen stemgerechtigden stonden geregistreerd. Ook waren er verdenkingen van manipulatie van opkomstcijfers en gebrekkige controle op stembureaus van de identiteit van stemmers.

## Resultaten
Na sluiting van de stembureaus in Marokko zelf, kwamen officiële woordvoerders naar buiten met hoge cijfers wat betreft opkomst en 'ja'-stemmen. Voorlopige uitslagen wezen op een opkomstpercentage van 73 en op 98,5% 'ja'-stemmen. De officiële uitslag werd op 17 juli gepubliceerd:
|                                  | Stemmen    | Opkomstpercentage |
| -------------------------------- | ---------- | ----------------- |
| Ja                               | 9.909.356  | 97,58 %           |
| Nee                              | 154.067    | 1,52 %            |
| Blanco                           | 91.243     | 0,90 %            |
| Stemmentotaal (opkomst: 75,50 %) | 10.154.166 | 100 %             |

## Eerder referendum
In 1962 was ook al eens een grondwetsreferendum in Marokko gehouden, onder Hassan II. Toen was de opkomst 84,2% en stemde 97% vóór de grondwetshervormingen.